# Wallace Harrison

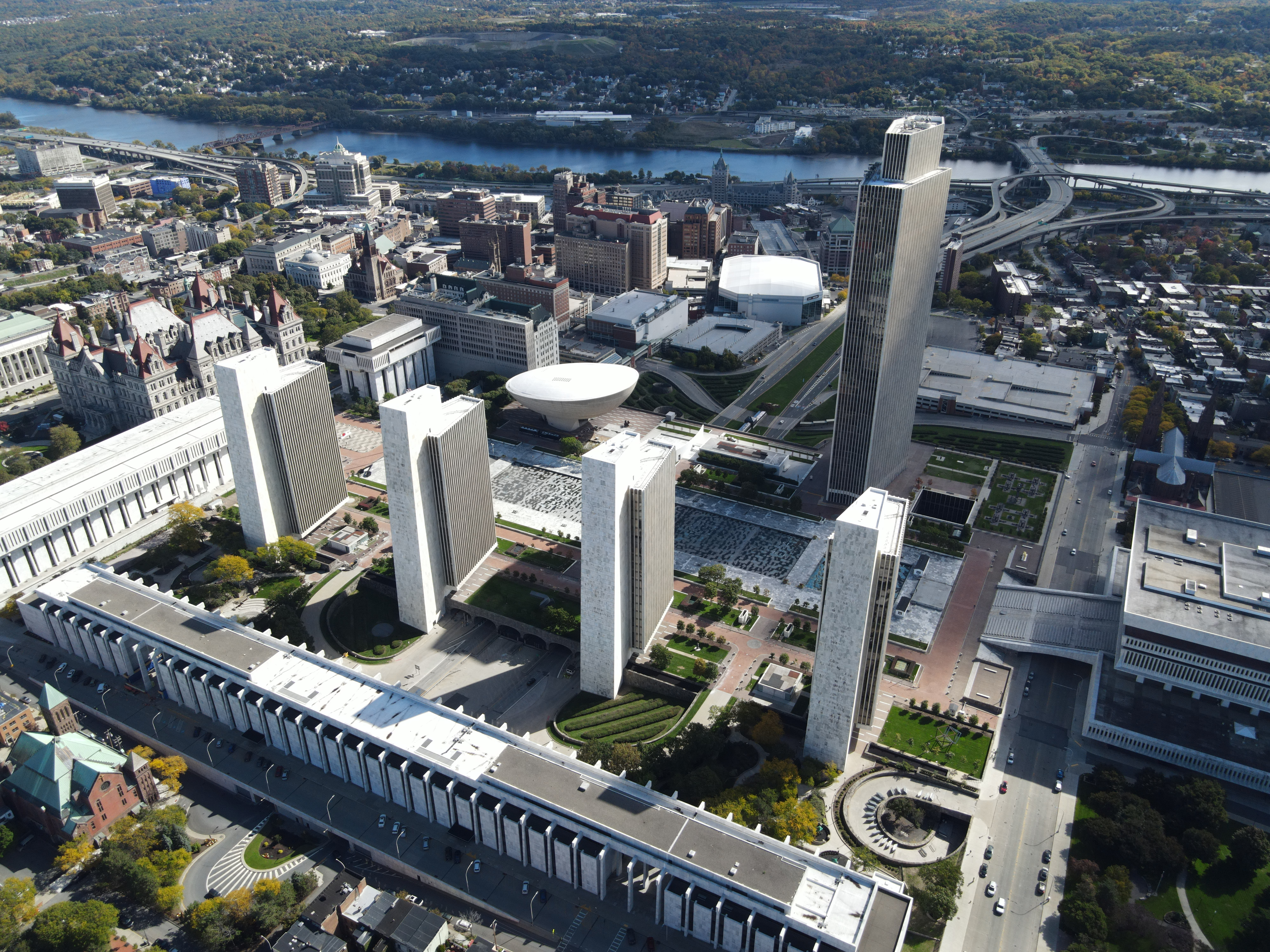
Empire State Plaza vid New York State Capitol i Albany.

Wallace Kirkman Harrison, född 28 september 1895 i Worcester i Massachusetts, död 2 december 1981 i New York, var en amerikansk arkitekt.
Harrison är framför allt ihågkommen för sina storskaliga kontorskomplex i New York, och då i synnerhet Förenta nationernas högkvarter. 
Harrison, som i praktiken saknade formell utbildning, praktiserade hos Harvey Corbett och Gustave Umbdenstock. Harrison samarbetade med Max Abramovitz i många projekt som inkluderade lägenheter, villor, museer, skolor och forskningsbyggnader.

## Verk i urval
- Empire State Plaza, Albany, 1976
- Metropolitan Opera House, Lincoln Center, New York, 1966
- Förenta nationernas högkvarter, New York, 1952
- Rockefeller Center, New York, 1932-40
- engelska: Trylon och Perisphere på världsutställningen i New York 1939